# Slankepille
Slankepiller kan være et medikament, der forøger kroppens forbrænding, og dermed hjælper til at reducere kropsvægten. Slankepiller anvendes sammen med kalorielet diæt. 

## Slankepillens historie
Der findes ikke en egentlig dato for slankepillers opståen. I løbet af den generelle udvikling af farmaceutiske medikamenter har lægemidler mod andre sygdomme vist sig at have en slankende effekt. Men da disse lægemidlers primære funktion var at helbrede andre sygdomme, affødte disse lægemidler en række alvorlige bivirkninger, hvis de blev anvendt som decideret slankemedicin.     
Der skete siden en strømligning og et målrettet fokus af udviklingen af slankende medicin, og dette affødte en løbende lancering af nyudviklede slankepiller. Men der var ofte en række alvorlige bivirkninger forbundet med de nyudviklede slankepiller, og nyligt markedsførte slankepiller blev efterfølgende taget af markedet igen.    

## Godkendte slankepiller
I dag findes der slankepiller på det danske marked, som er godkendt af Sundhedsstyrelsen, og de fleste slankepiller indeholder det virksomme stof Orlistat, som nedsætter kroppens optagelse af fedt fra måltider. Af slankepiller indeholdende Orlistat findes de receptpligtige Slankepiller Xenical og Orlistat ”Teva” samt den ikke-receptpligtige slankepille Orlistat ”Sandoz” (tidligere Alli).  Derudover findes der slankepillen Regenon, som indeholder stoffet amfepramon.      

## Ikke-godkendte slankepiller
Alle andre medikamenter, der er påsat prædikatet ”slankepiller” eller lignende er både ulovlige at indføre i Danmark og kan samtidig være farlige og medføre en sundhedsmæssig risiko. Disse slankepiller er ikke godkendt af myndighederne eller Sundhedsstyrelsen, og kan indeholde hvad som helst. Det kan være kalk, cement, for høje doser af aktive lægemiddelstoffer eller stoffer, der slet ikke står på pakningen. Da ikke-godkendte slankepiller er ulovlige at indføre i Danmark, vil disse slankepiller blive stoppet og konfiskeret i tolden. Dette gælder eksempelvis slankemidlet 2 Day Diet.     
Trods forbuddet mod at indføre ulovlige slankepiller, kan det have fatale sundhedsmæssige konsekvenser med dødsfald som alvorligste risiko. Eksempelvis er der registreret ulovlige slankemidler med en QT-forlængende virkning. QT-intervallet står i relief til hjerterytmen, og påvirkes QT-intervallet kan det medføre kliniske symptomer med besvimelse og i værste konsekvens døden til følge. Et sådan slankemiddel er eksempelvis slankepillen er mærket Super Slim.    